# سیارک ۸۳۳۸
سیارک ۸۳۳۸ (به انگلیسی: 8338 Ralhan، نامگذاری:1985FE3) هشت هزار و سیصد و سی و هشتمین سیارک کشف شده‌است که در ۲۷ مارس ۱۹۸۵ کشف شد.
قدر مطلق سیارک برابر ۲۸.۲ است.